# Hrant Samuelian
Hrant Samuelian (Հրանտ Սամուէլեան), aussi appelé Hrant-Samuel (Հրանտ-Սամուէլ), né le 24 février 1891 à Marash et mort le 7 juin 1977 à Clamart, est un militant, journaliste, éditorialiste et libraire arménien, fondateur et gérant de la Librairie orientale H. Samuelian (Paris) entre 1930 et 1977 et figure de la Fédération révolutionnaire arménienne en France.

## Biographie

### Jeunesse, formation et début de carrière (1891-1914)
Hrant Samuelian naît à Marash le 24 février 1891. Son père et son frère aîné sont assassinés en 1895 lors des massacres hamidiens. Il est alors pris en charge par orphelinats où il reçoit son instruction primaire, puis entre au collège de sa ville natale. Il fait ensuite ses études au séminaire du Catholicossat arménien de Cilicie (alors situé à Sis) puis intègre le collège de Tarse entre 1907 et 1909. Il reste en Cilicie jusqu'à ses 18 ans.
En 1909, la Cilicie est ravagée par des massacres, ce qui le pousse à fuir la région pour s'installer à Constantinople, où il intègre une école arménienne.
En 1911, il s'inscrit à la Faculté de droit de la capitale ottomane, et commence une carrière de journaliste, notamment en devenant un collaborateur régulier du quotidien arménien Jamanak. Il est brièvement emprisonné après la publication par ce journal d'un article signé Yervant Odian critiquant le turcophile Pierre Loti.

### Pendant la Première Guerre mondiale (1914-1918)
Officier de réserve dans l'armée ottomane, il est mobilisé à l'été 1914 lors de la Première Guerre mondiale.
À partir d'août 1915, ses obligations militaires le mènent à travailler dans des hôpitaux militaires de Konya, Panderma, Manissa, Jérusalem, Nazareth ou Naplouse.
Il est finalement fait prisonnier par l'armée britannique en septembre 1918 alors qu'il se trouve en Palestine. Les Britanniques l'engagent comme interprète car il maîtrise l'arménien, le turc, l'anglais, le français et l'arabe.

### Retour à la vie civile en Turquie (1919-1920)
Après la guerre, il retourne à Constantinople et reprend ses études de droit. Il reprend aussi sa carrière journalistique, écrivant dans le journal Joghovourti tzaïn.

### Exil en France (1920-1977)

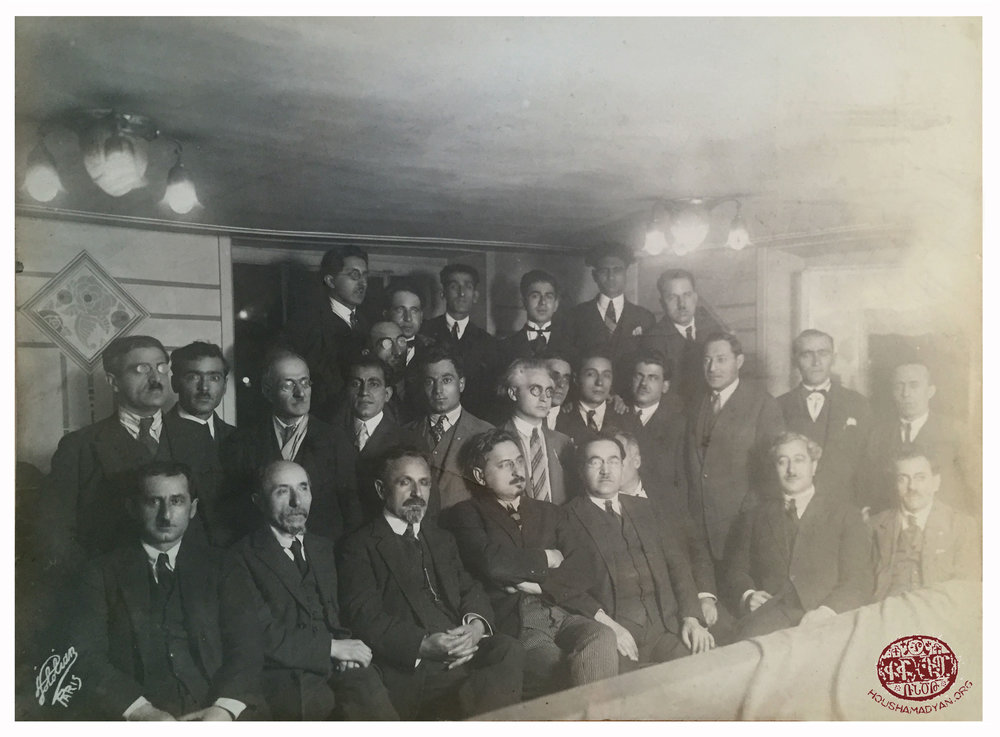
Hrant Samuelian à un évènement parisien de la FRA dans les années 1920, en compagnie notamment de Simon Vratsian, Chavarche Missakian, Avetis Aharonian, Shahan Natalie et Archag Jamalian.

En 1920, au moment de la signature du Traité de Sèvres, il s'installe à Paris, et emménage dans de petits hôtels dans le quartier de la Sorbonne. Sa mère l'y rejoint.
Il termine ses études à la Faculté de droit de Paris, où il présente un mémoire intitulé Le Commerce international de la Cilicie au XIIIe et XIVe siècles et l'origine des capitulations,.
Dans la capitale française, il est un membre très actif de la Fédération révolutionnaire arménienne (FRA), participant notamment au Xe Congrès général du parti de 1924. En tant que tel, il est souvent victime de la critique des communistes arméniens de la Section française du Comité de secours pour l'Arménie.
En 1925, il participe à la fondation du journal Haratch, créé par Chavarche Missakian, et intègre immédiatement son équipe,. Il est le bras droit de ce dernier jusqu'en 1930. Entre 1957 et 1977, c'est-à-dire à partir de la mort de Chavarche Missakian et jusqu'à la sienne, il signe un éditorial par jour dans Haratch,,. Pendant le reste de sa vie, il collabore aussi à d'autres journaux proches de la FRA, comme Drochak (Genève), Hairenik (Boston), Houssapèr (Le Caire) ou encore Aztak chapatoria (Beyrouth).
L'historienne Anahide Ter Minassian le décrit comme tel : « Court de stature, doté de traits inaltérables, le regard sérieux ou les yeux rieurs suivant les circonstances, c'est un homme calme et pondéré qui attire le respect et la sympathie. Constamment sollicité à l'occasion des cérémonies commémoratives qui rythment la vie de la communauté arménienne, il se révèle un orateur populaire et convaincant non par une vaine emphase rhétorique, mais par une parole raisonnée ».
Il est membre de l'Office des réfugiés arméniens, qui a pris le relai de certaines des prérogatives de la Délégation de la République arménienne, sous la tutelle de la Société des Nations, et collabore avec Archag Tchobanian, membre de la Délégation nationale arménienne (1912-1923) puis personnage central du Bureau des réfugiés arménien qui a succédé à la Délégation. Hrant Samuelian a à cette époque un rôle prépondérant dans la publication du périodique Le Refuge (1928-1932), organe des réfugiés arméniens,.

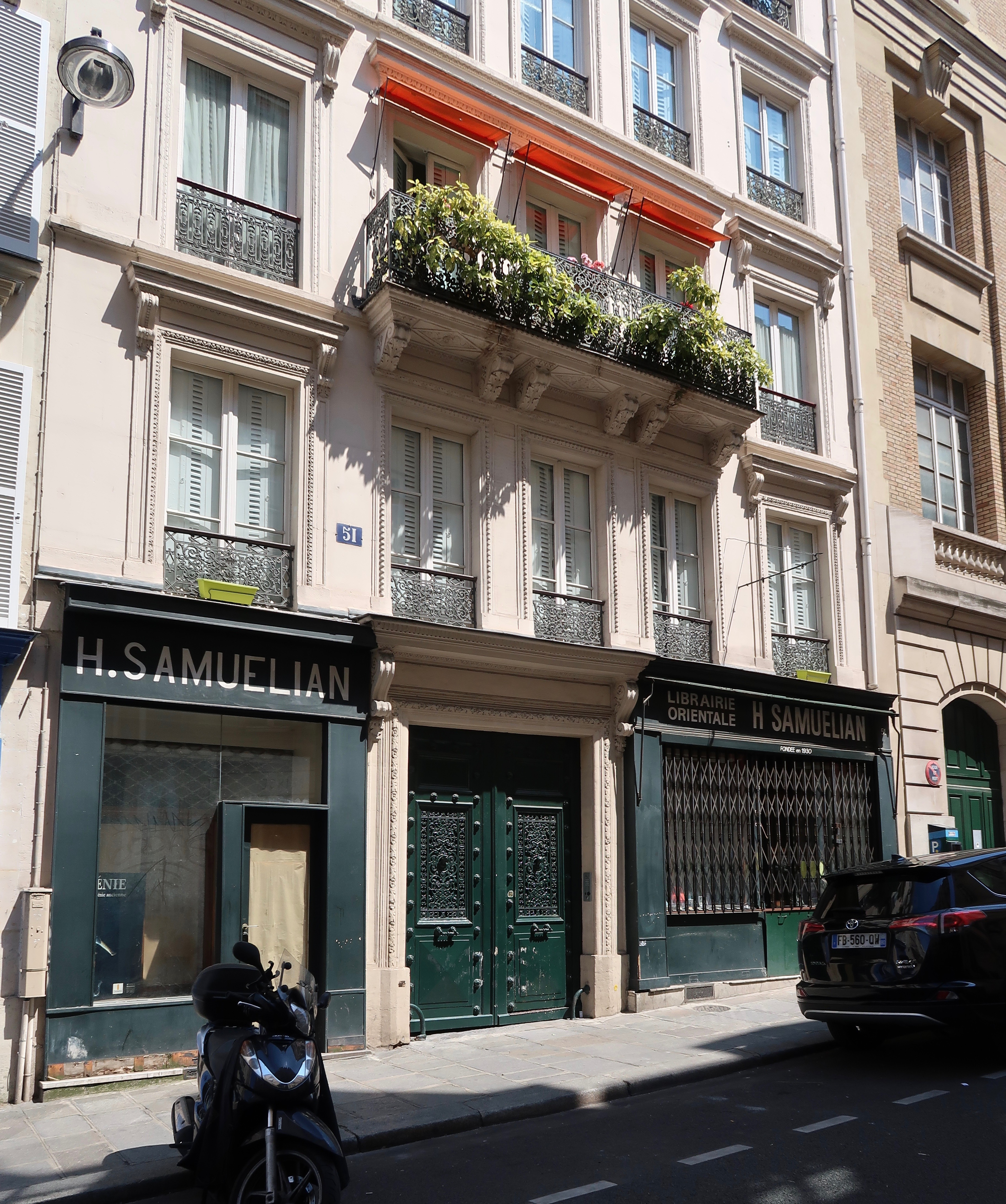
La Librairie orientale H. Samuelian.

En août 1930, il fonde la Librairie orientale H. Samuelian à Paris, rue Monsieur-le-Prince, dans le quartier latin, en rachetant un fonds d'un ancien libraire arménien, Balentz, de Constantinople, exilé à Paris.
Hrant Samuelian continue sa carrière politique au sein de la FRA : il est ainsi membre actif de la section d'Issy-les-Moulineaux, mais aussi longtemps membre du Comité central d'Europe occidental, et même membre du Bureau mondial pendant quatre ans dans les années 1960. Il est le porte-parole permanent de la FRA auprès des socialistes en France et tisse des liens avec certains des militants du PS comme Édouard Depreux. Hrant Samuelian s'occupe aussi de la gestion du fonds de pension versé aux militants du parti.
En 1945, à la mort de son précédent président Alexandre Khatissian, il lui succède à la tête de la Délégation de la République arménienne. En 1965, la FRA dissout la Délégation et la remplace par le Comité de défense de la cause arménienne, que Hrant Samuelian continue de diriger.
Pilier de la communauté arménienne de France, il est l'un des fondateurs de la Maison de la culture arménienne de Paris située Rue bleue et y enseigne l'arménien ainsi que le chant. Il est aussi membre d'un comité dédié à la mémoire de Komitas. De l'arménien vers le français, il traduit des études sur la présence arménienne en France (il travaille notamment dans les archives de la Chambre de commerce de Marseille), des romans, des nouvelles ; il est aussi l'auteur de mémorandums sur la question arménienne destinés aux organisations internationales comme l'ONU.
Il meurt le 7 juin 1977 à Paris,. Son dernier éditorial est publié dans Haratch le 24 avril de la même année et sa mort est déplorée par sa rédactrice-en-chef Arpik Missakian.

### Vie privée
En 1926, il épouse Achkhène Khérian, orpheline originaire d'Agn. Ils ont ensemble deux enfants, Alice et Armen, qui prennent la succession de leurs parents à la direction de la librairie Samuelian jusqu'à leur mort en 2016.

## Publication
S'il n'a jamais publié d’œuvre écrite, il existe toutefois un recueil de ses éditoriaux :
- (hy) Օրուան խոսքեր [« Paroles du jour »], Paris, Impr. Haratch,‎ 1983, 340 p. (BNF 42631588)[9]